# ألان كيلي (سياسي)
ألان كيلي (بالإنجليزية: Alan Kelly) هو سياسي أيرلندي، ولد في 13 يوليو 1975 في جمهورية أيرلندا. حزبياً، نشط في حزب العمال (جمهورية أيرلندا).

## مناصب
- في 2016 Irish general election [الإنجليزية]‏، انتخب نائب دييل عن دائرة Tipperary (Dáil constituency) [الإنجليزية]‏ وقد انضم خلال فترته النيابية [الإنجليزية]‏ (10 مارس 2016 – )  للكتلة البرلمانية حزب العمال (جمهورية أيرلندا).
- انتخب Minister for Housing, Local Government and Heritage [الإنجليزية]‏ (11 يوليو 2014 – 6 مايو 2016).
- انتخب عضو مجلس الشيوخ من أيرلندا عن دائرة القائمة الزراعية [الإنجليزية]‏ وقد انضم خلال فترته النيابية ‏ (24 يوليو 2007 – 8 يونيو 2009)  للكتلة البرلمانية حزب العمال (جمهورية أيرلندا).
- في الانتخابات العمومية الأيرلندية 2011 [الإنجليزية]‏، انتخب نائب دييل عن دائرة تيبيراري الشمالية [الإنجليزية]‏ وقد انضم خلال فترته النيابية [الإنجليزية]‏ (9 مارس 2011 – 3 فبراير 2016)  للكتلة البرلمانية حزب العمال (جمهورية أيرلندا).
- في انتخابات البرلمان الأوروبي 2009، انتخب عضو في البرلمان الأوروبي عن دائرة الجنوب [الإنجليزية]‏ لترشحه ضمن  قائمة حزب العمال (جمهورية أيرلندا)، وقد انضم خلال فترته النيابية (14 يوليو 2009 – 9 مارس 2011)  للكتلة البرلمانية التحالف التقدمي للاشتراكيين والديمقراطيين.

## وصلات خارجية
- الموقع الرسمي